# Jens Juel

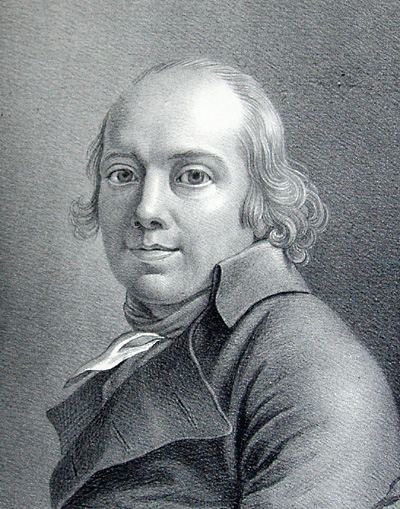
Jens Jørgensen Juel
uit het boek Berømte danske mænd og kvinder, J.P. Trap, 1868

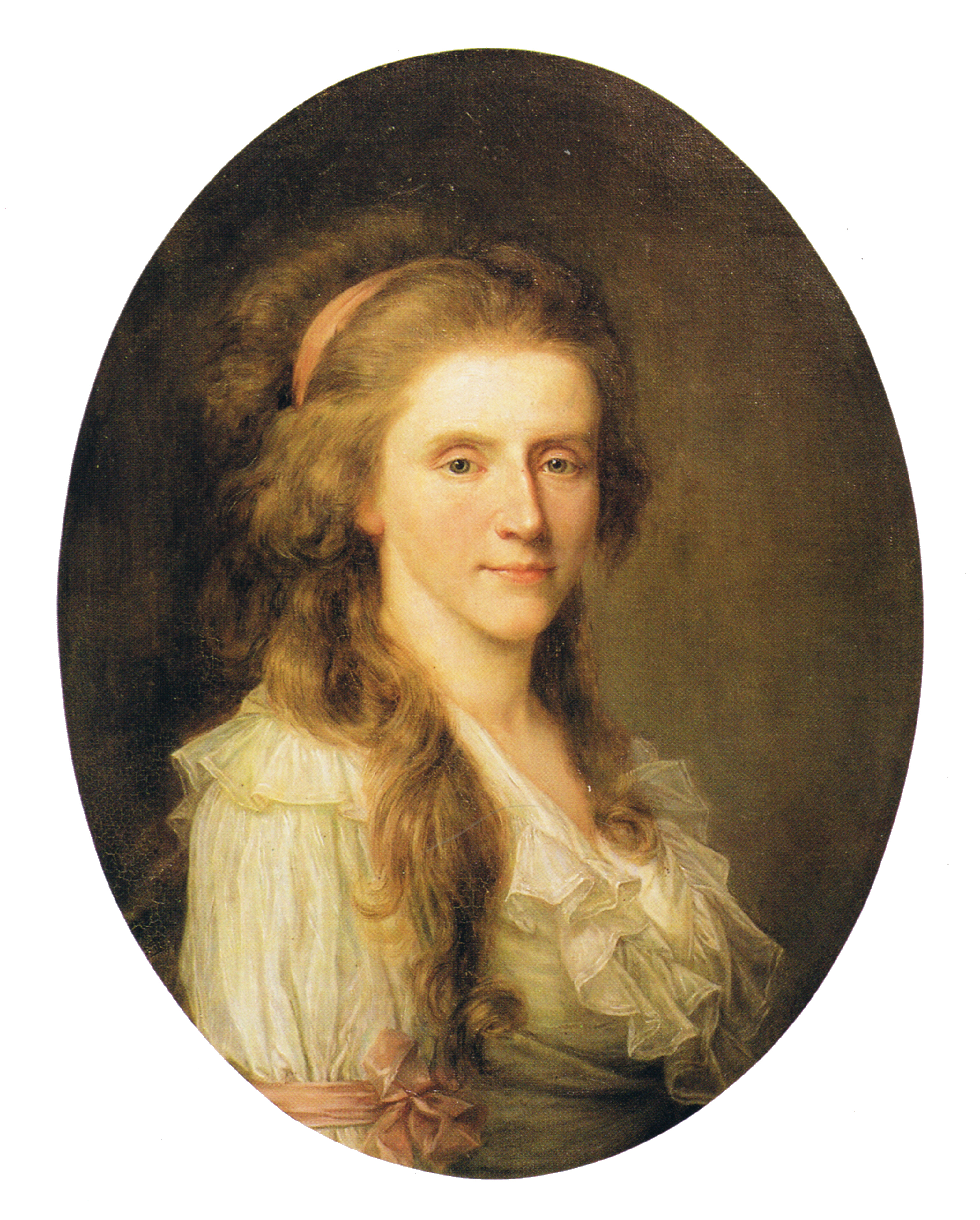
Portret van Augusta Louise zu Stolberg-Stolberg (1753-1835)
Olieverf op doek, 1780

Jens Jørgensen Juel (Balslev 12 mei 1745 - Kopenhagen, 27 december 1802) was een Deense kunstschilder, voornamelijk bekend van portretten en landschappen. Hij geldt als een van de grondleggers van de Gouden Eeuw van de Deense Schilderkunst.

## Biografie

### Jeugd en opleiding
Hij was een buitenechtelijke zoon van Vilhelmine Elisabeth Juel (1725–1799). Zij was huishoudster op Wedellsborg, een oude herenhoeve van de familie Wedell. Het is niet zeker wie de vader was, maar vermoed wordt dat dit kamerheer Jens Juel (1707-1775) was. Toen Jens junior een jaar oud was, huwde Vilhelmine met Jørgen Jørgensen (1724–1796) in Gamborg waar Jens opgroeide.
Hij uitte al vroeg het plezier dat hij had in de kunst van het schilderen. Na zijn eerste communie kwam hij in de leer bij schilder Johann Michael Gehrman in Hamburg, waar hij zo'n 5-6 jaar hard werkte om schilder te worden (1760 tot 1764-65). Hij creëerde zich al snel een naam als schilder van portretten, landschappen, etc. Twee van die schilderijen worden bewaard in de Hamburger Kunsthalle.
Hij was nog maar net over de twintig toen hij in 1765-66 werd toegelaten aan de Koninklijke Deense Kunstacademie. Hier kon hij vooraanstaande portretschilders als directeur C.G. Pilo en professor Peder Als aan het werk zien. Ook won hij er twee gouden medailles voor zijn werken. Hij won de kleine gouden medaille in 1767 voor zijn schilderij: David salves af Samuel en de grote gouden medaille in 1771 voor zijn schilderij: Mardochai Triumf

### Buitenlandse reizen
In 1772 verliet Jens Juel Kopenhagen en verbleef achtereenvolgens in Hamburg en Dresden, voordat hij in 1774 naar Rome vertrok, waar hij in het gezelschap van andere Deense kunstenaars verkeerde zoals Abildgaard, Hartman Beeken, Johan Christian Almer, Nicolai Dajon, Niels Rode en Simon Malcho. Na twee jaar verliet hij in 1776 Italië en trok naar Parijs waar hij de Franse meesters bestudeerde. Vervolgens reisde hij in 1777 naar Zwitserland waar hij verbleef bij natuurwetenschapper Charles Bonnet (1720-1793), die op zijn landgoed een kleine groep Deense kunstenaars om zich verzameld had zoals  graveur Clemens, Plötz en Malcho. In Genève kreeg Juel snel de reputatie een uitmuntend kunstenaar te zijn. Zo tekende hij Isabelle de Charrière voor een schilderij met een duplicaat, welke hij maakte in 1777. Op zijn weg terug naar Denemarken bezocht hij in 1779 Kassel en Hamburg. Hier ontmoette hij een Duitse verlichtingsdichter, Friedrich Klopstock, en schilderde hij "Messiadens Digter".

### Carrière in Denemarken en levenseinde
In 1780 kwam hij aan in Kopenhagen waar hij in de daaropvolgende jaren werkte als portretschilder van de koninklijke familie, de adel en de rijke burgerij. De leden van de Koninklijke Deense Kunstacademie, Johan Edvard Mandelberg, Andreas Weidenhaupt en Nicolai Abildgaard, stemden op 4 april 1782 unaniem voor de aanstelling van Juel als penningmeester van de academie. Tot zijn leerlingen behoorden onder andere Caspar David Friedrich, Conrad Christian Bøhndel, Frederik Petersen en Philipp Otto Runge. In april 1784 werd hij als adjunct-professor aangenomen bij de academie, waarvan hij van 1795-97 en van 1799 tot aan zijn dood in 1802 directeur was.
Op 9 februari 1790 huwde hij de twintigjarige Rosine Dørschel (1771-1831), dochter van Christoffer Dørschel (1719-1782) en Cathrine Margrethe Køhne (1737-1792). Zij kregen ten minste zes kinderen, zonen en dochters. De meesten stierven op jonge leeftijd. De Deense kunstenaar C.W. Eckersberg trouwde achtereenvolgens met twee van hun dochters: eerst met Julie Juel (1791-1827) en daarna met de jongere Susanna Juel (1793-1840).
Juel werd 57 jaar en stierf eind 1802. Zijn vrouw Rosine overleed in 1831. Jens werd begraven op Assistens Kirkegård in Kopenhagen.

## Uitgekozen werken
Geschat wordt dat Jens Juel tegen de duizend schilderijen vervaardigd heeft. Enkele van deze werken zijn:
- Caroline Mathilde van Denemarken (1769) - portret van de erfprinses
- Belle van Zuylen (1777) - portret van Belle getrouwd met Charles-Emmanuel de Charrière
- P.F. Suhm (1781) - portret van geschiedschrijver P. F. Suhm
- Arveprins Frederik (1782) - portret van Erfprins Frederik van Denemarken
- Kunstneren og hans hustru foran staffeliet (1791) - zelfportret van Jens Juel en zijn vrouw Rosine Dørschel
- to unge ostindiske piger (1792-1794) - dochters van consul-generaal Johan Christian Pingels in een tuin
- det Raben-Levetzauske Familiestykke (1796) - portret van Graaf Sigfred Victor Raben-Levetzau en echtgenote
- Messiadens Digter (1796) portret van Joachim Godske Moltke
- Niels Ryberg med sin søn Johan Christian og svigerdatter Engelke, f. Falbe (1796-1797)
- Ane Margrethe Abildgaard (?) - portret van A.M. Abildgaard-Bastholm, de moeder van kunstschilder N.A. Abildgaard
- Friedrich Gottlieb Klopstock (1779) - portret van de Duitse dichter Klopstock

## Galerij

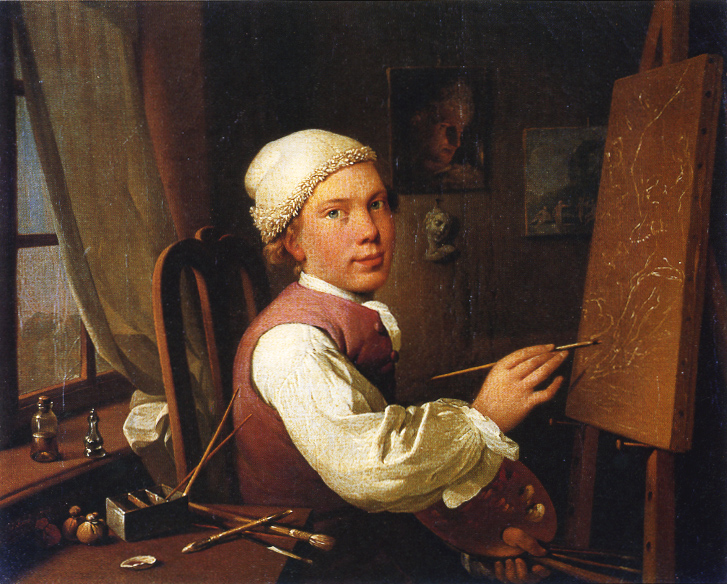
Zelfportret 34,3 × 42,6 cm, olieverf op doek 1766, Det Kongelige Akademi for de Skønne Kunster
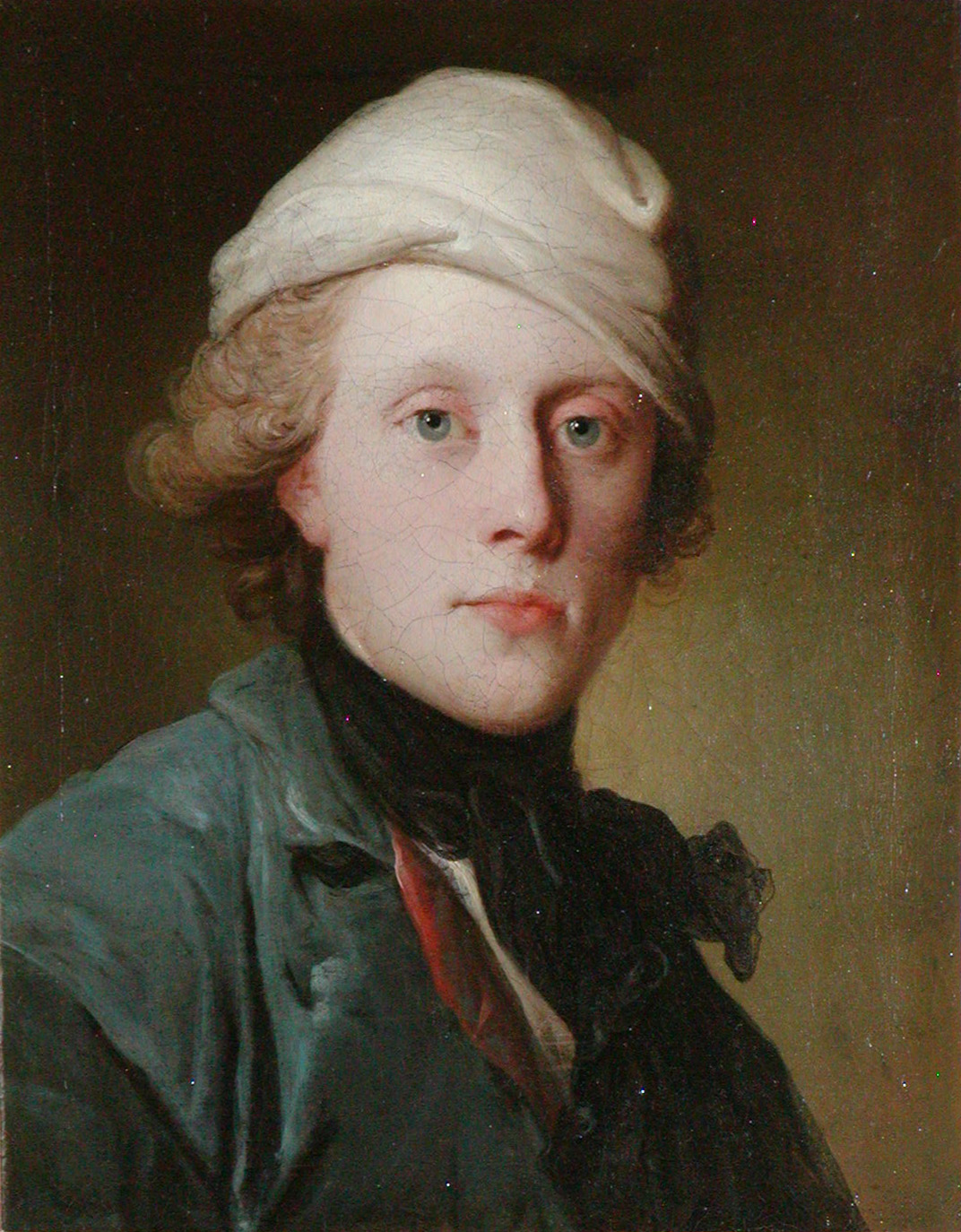
Zelfportret; ca. 1767-1768 Olieverf op doek. 48 × 40 cm. Det Nationalhistoriske Museum på Frederiksborg Slot
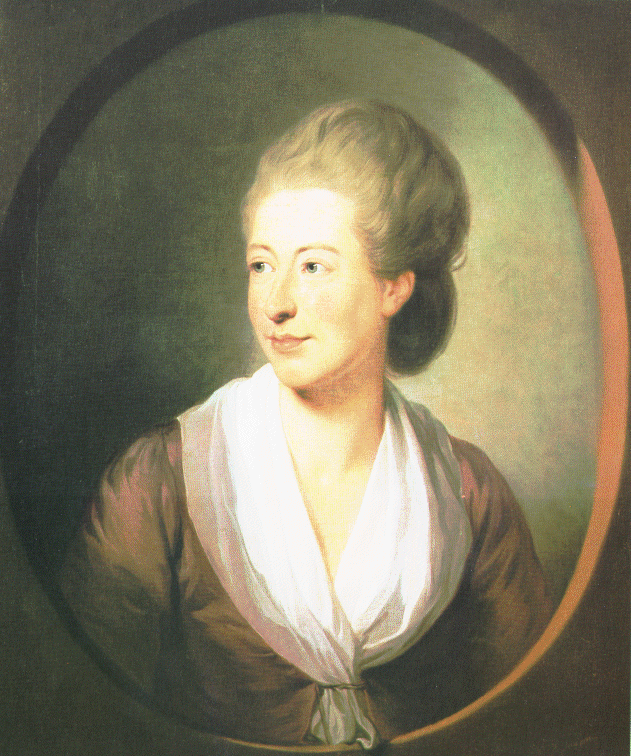
Isabelle de Charrière olieverf op doek 1777, Bibliothèque publique et universitaire de Neuchâtel
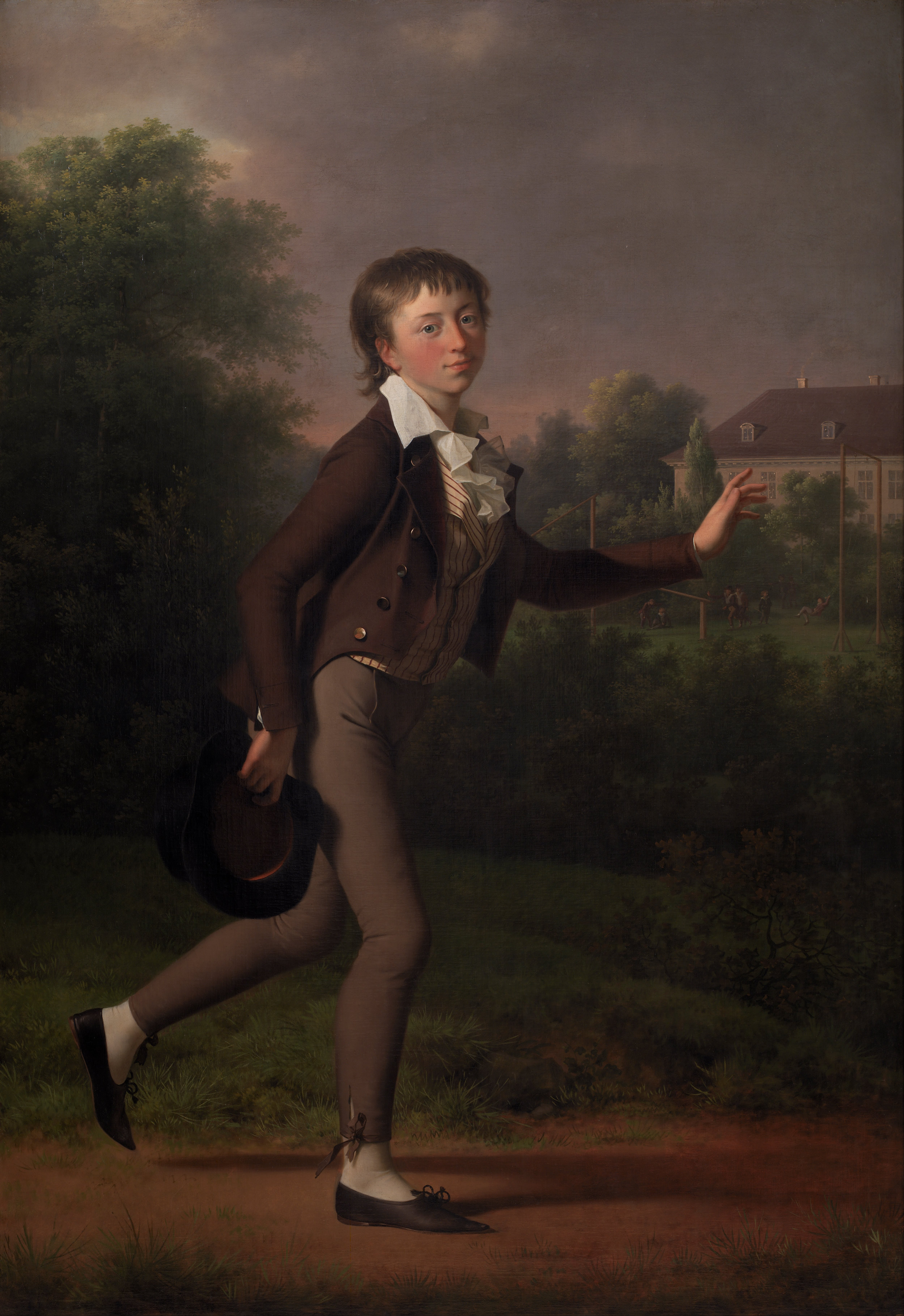
A Running Boy. Marcus Holst von Schmidten olieverf op doek. 180,5 × 126 cm 1802; Statens Museum for Kunst
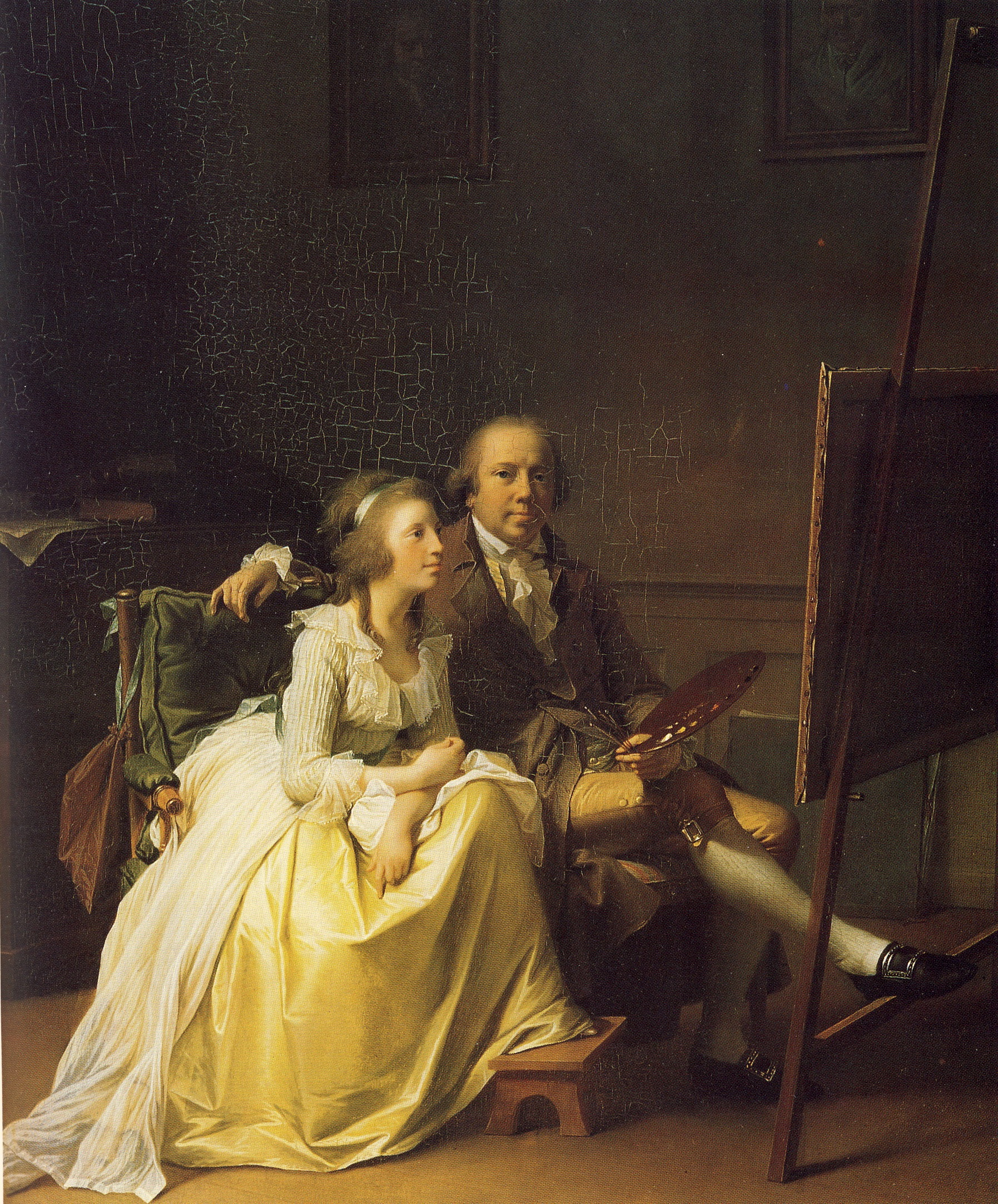
Kunstenaar met zijn vrouw Rosine Dørschel voor een schildersezel 52,5 × 41,5 cm; kleur op paneel 1791, Statens Museum for Kunst
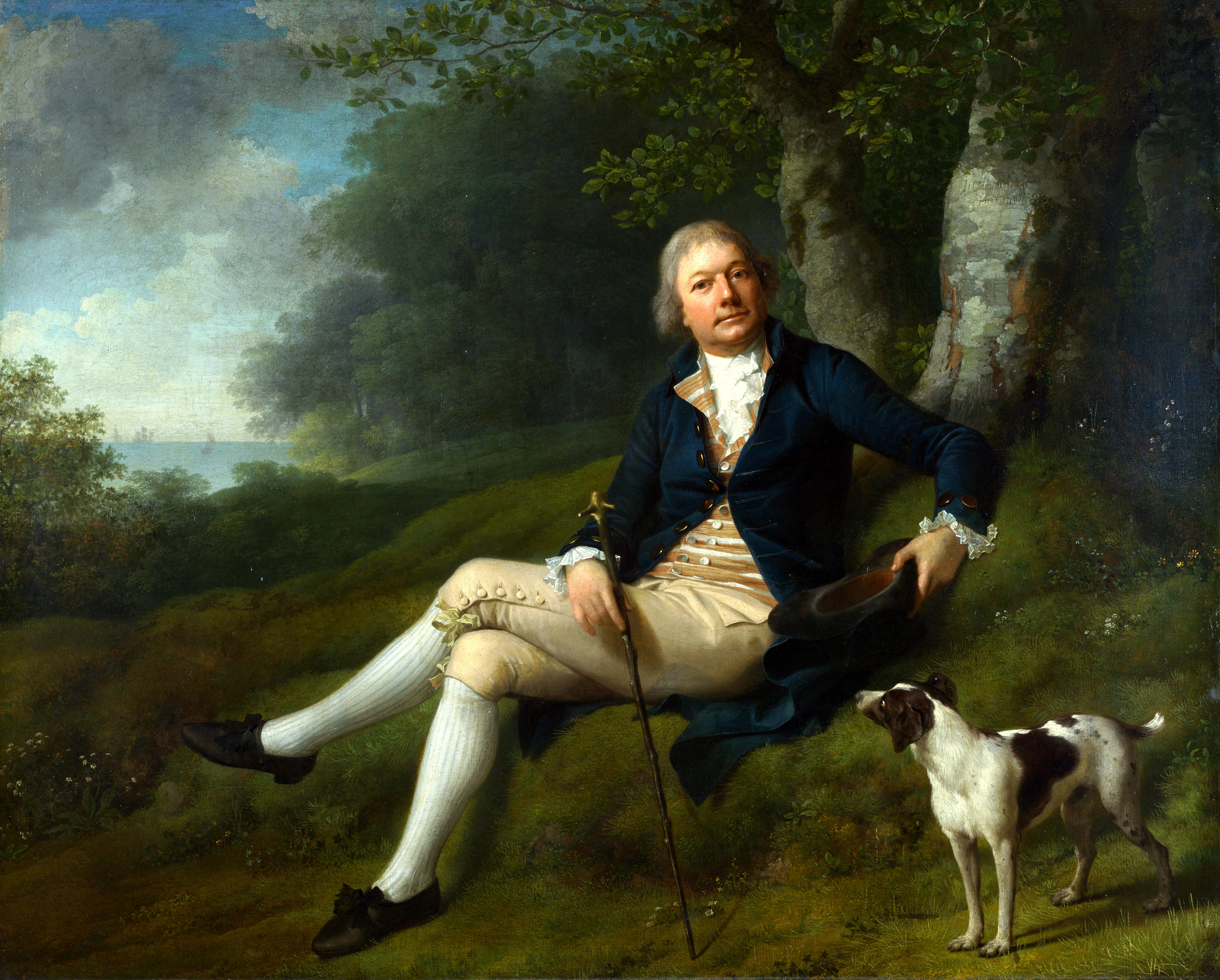
Joseph Greenway olieverf op doek. 79,8 × 99,1 cm 1788; National Gallery Londen
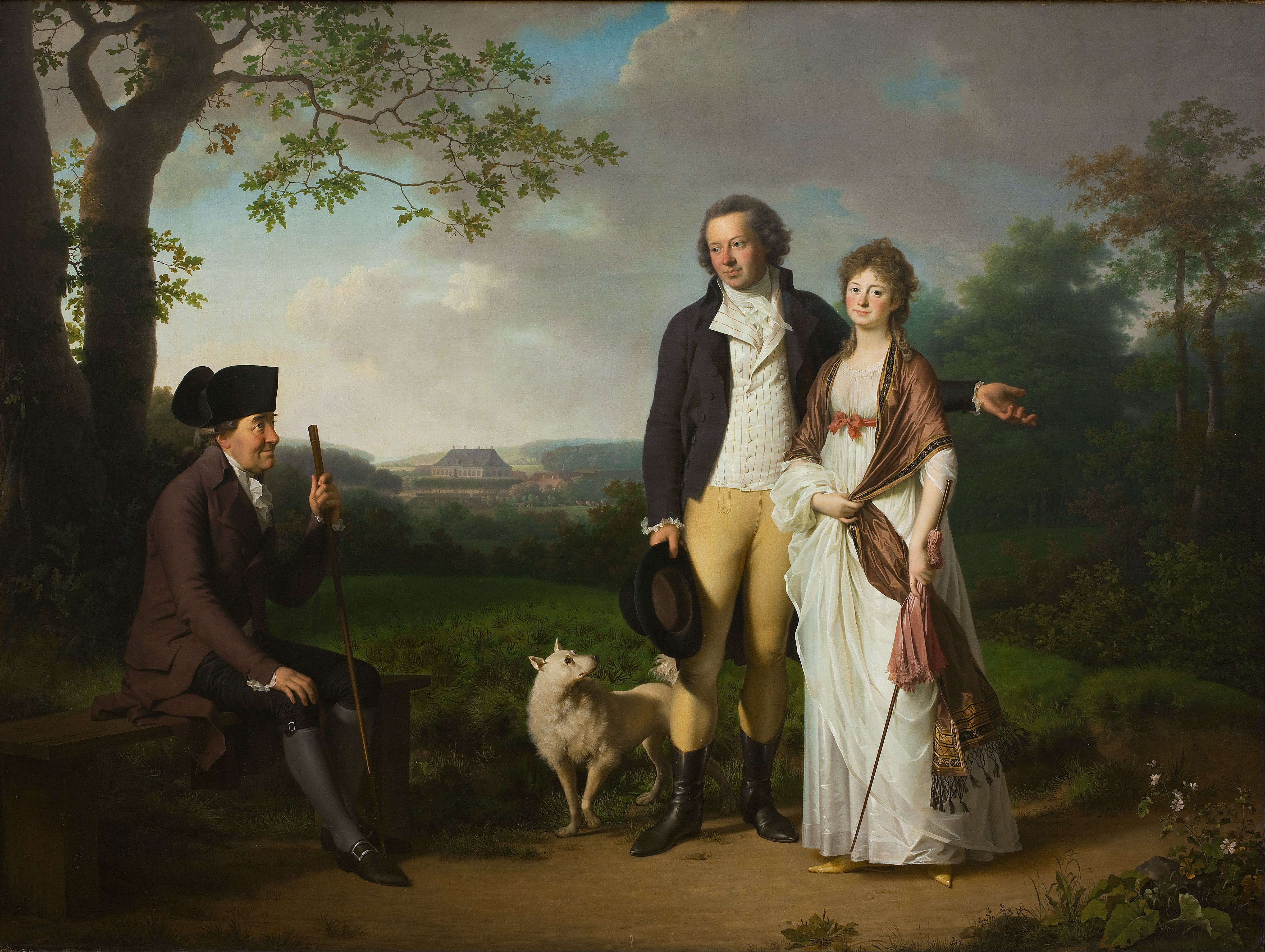
Niels Ryberg met zijn zoon Johan Christian en zijn schoondochter Engelke, geboren Falbe 253 × 336,5 cm, olieverf op doek. 1796-97, Statens Museum for Kunst
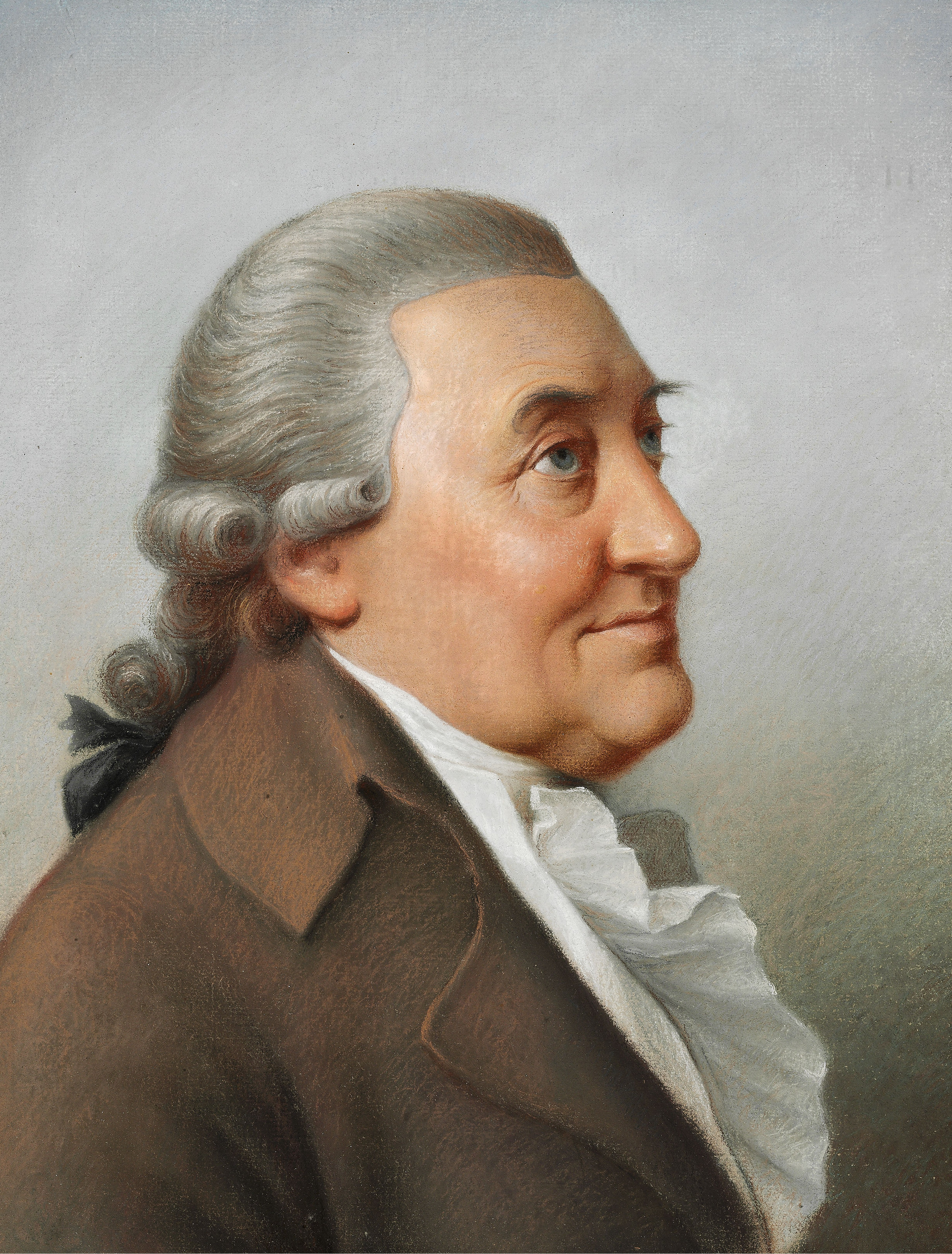
Adviseur van de koning en koopman Niels Ryberg (1725-1804) pastel op papier. 51 × 39 cm 1798; Det Nationalhistoriske Museum på Frederiksborg Slot
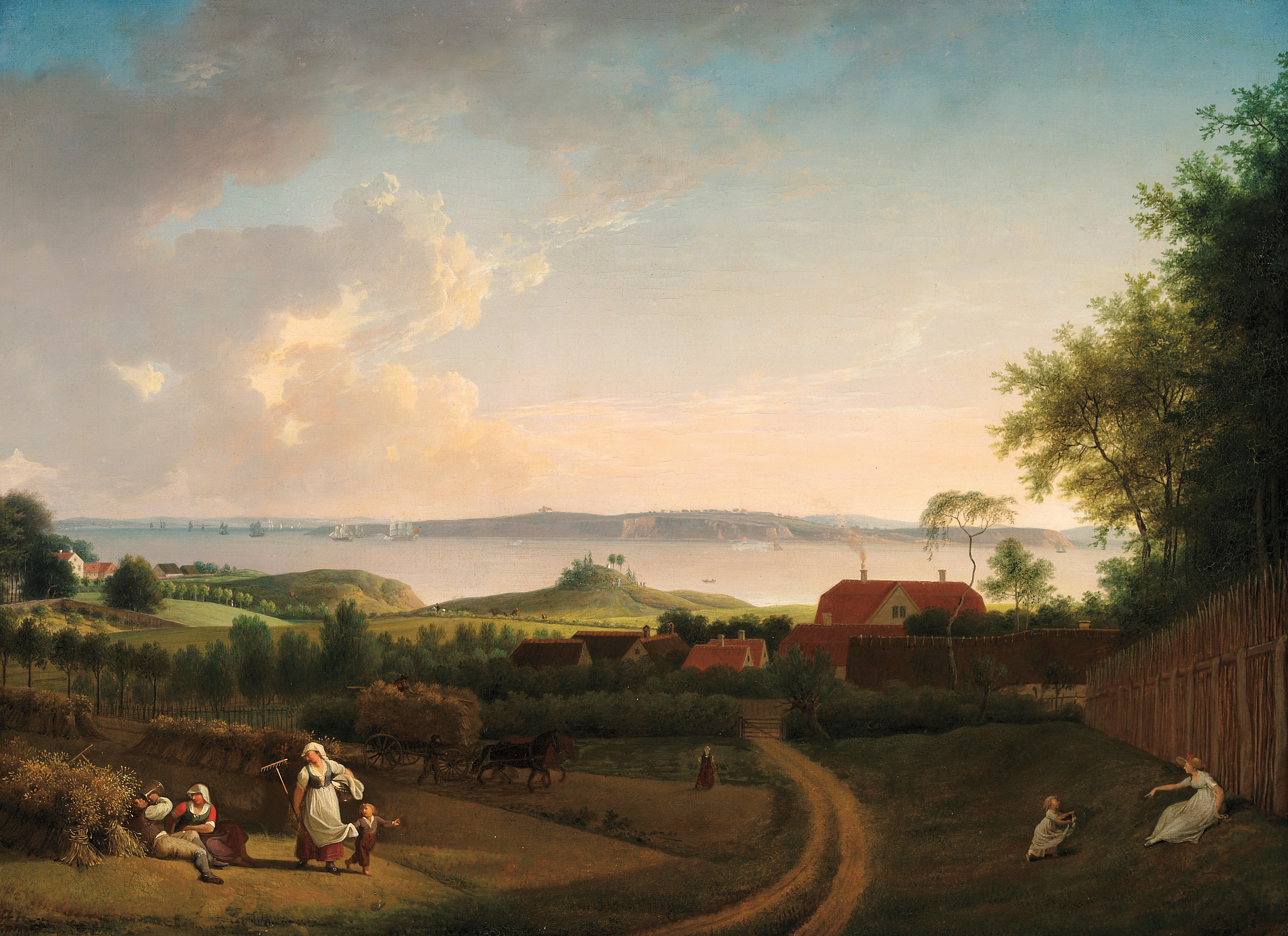
Landskab ved Øresund zicht op Aggershvile, Strandvejen en Øresund olieverf op doek. 55 × 76 cm 1800; Nivaagaard Museum
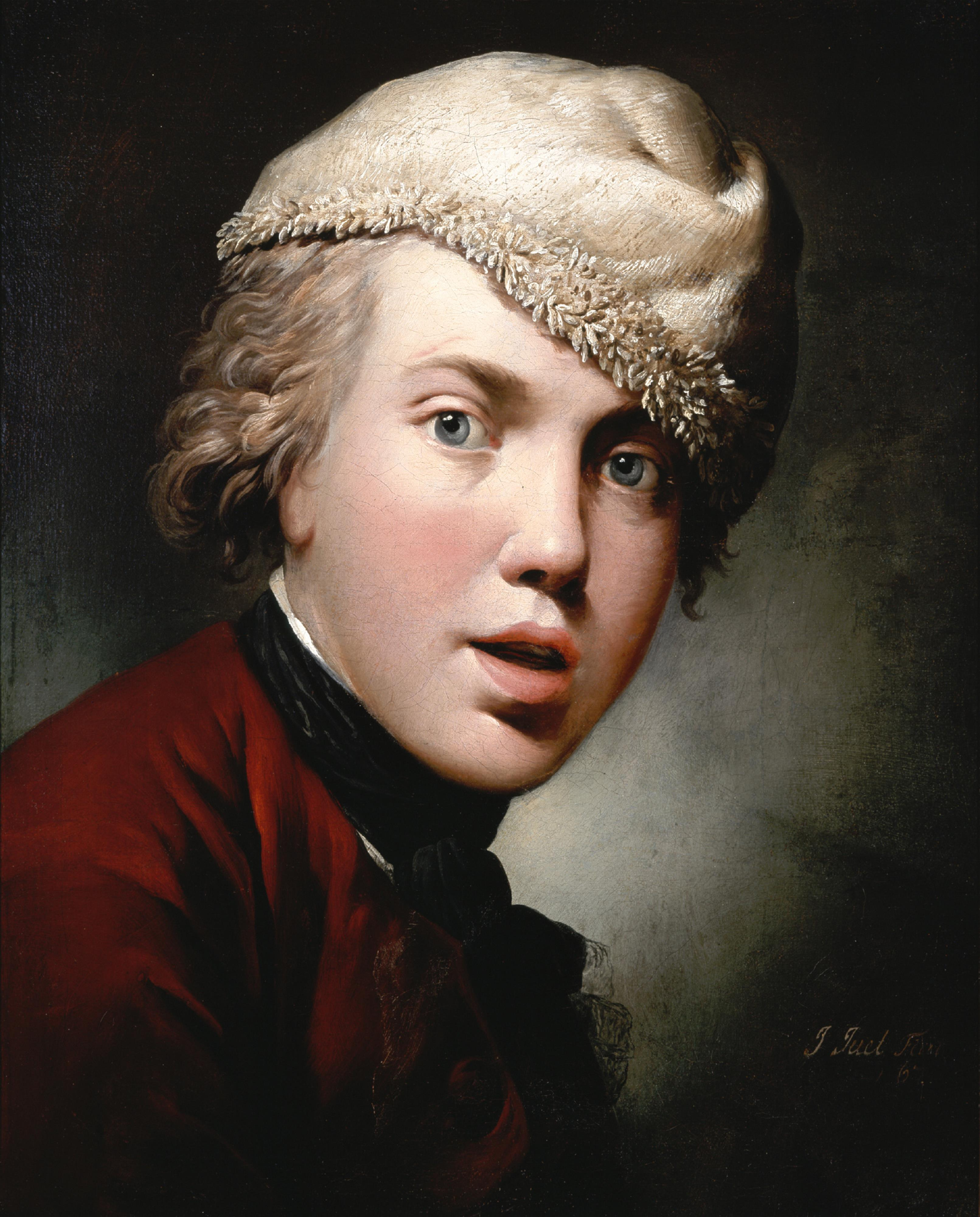
Zelfportret olieverf op doek. 48 × 39,5 cm 1767; Fyns Kunstmuseum
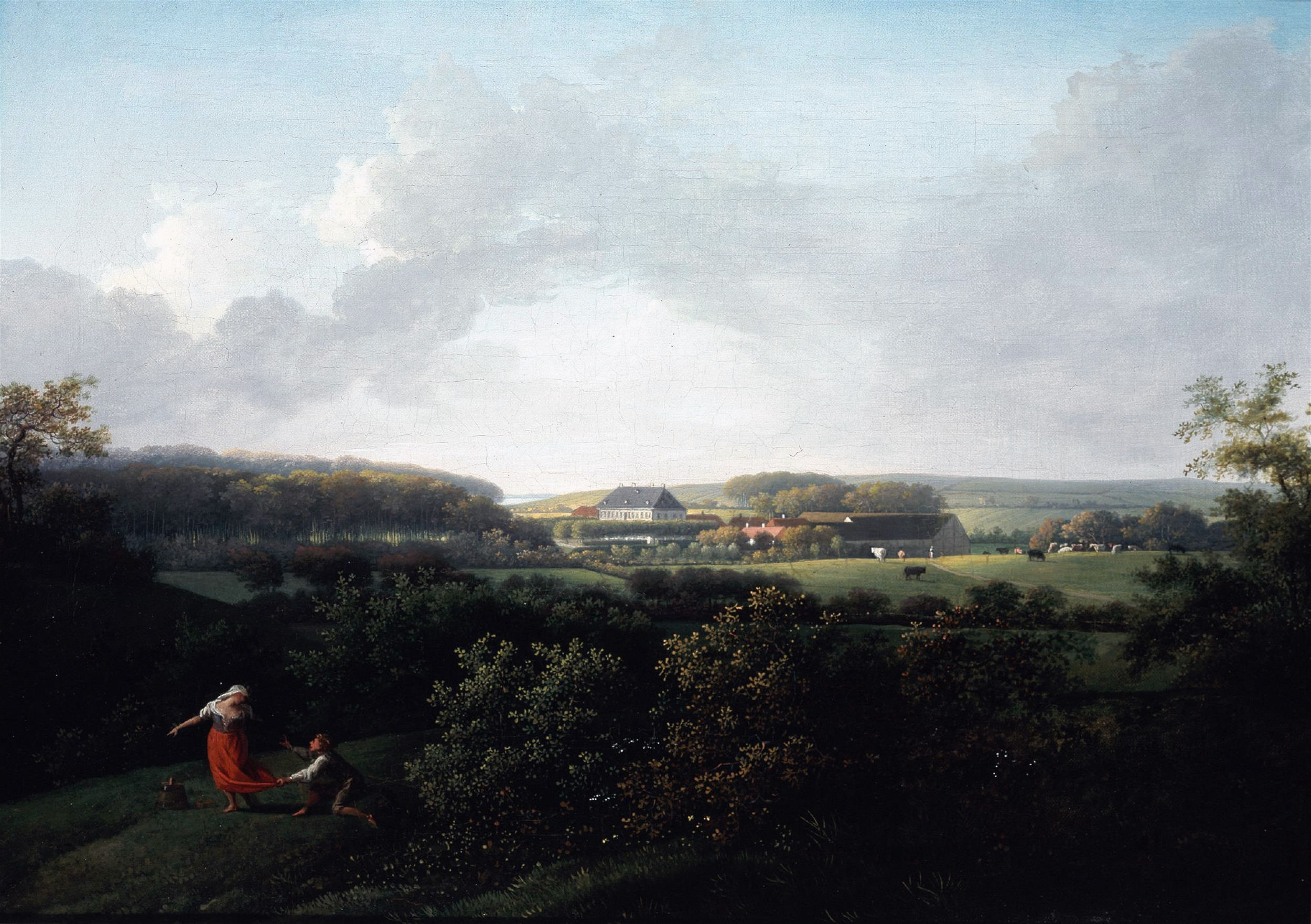
Udsigt mod Frederiksgave på Fyn olieverf op doek. 38,3 × 51,7 cm ca. 1797; Fyns Kunstmuseum

## Trivia
- De Deense Nationale Bank gaf een 1972-serie uit, met aan de voorzijde afbeeldingen die door Jens Juel waren vervaardigd.[8]